# الدوري الشمالي لكرة القدم 1922–23
الدوري الشمالي لكرة القدم 1922–23 (بالإنجليزية: 1922–23 Northern Football League)‏ هو موسم من الدوري الشمالي لكرة القدم ‏. فاز فيه Eston United F.C. ‏.